# União das Freguesias de Caparica e Trafaria
União das Freguesias de Caparica e Trafaria, kurz Caparica e Trafaria, ist eine portugiesische Gemeinde (Freguesia) im Kreis (Concelho) von Almada mit 16,75 km² Fläche und 26.345 Einwohnern (19. April 2021).

## Geschichte
Die Gemeinde entstand im Zuge der Gebietsreform vom 29. September 2013 durch die Zusammenlegung der ehemaligen Gemeinden Caparica und Trafaria. Caparica wurde Sitz der neuen Verwaltung.

## Demographie
| Freguesia | Freguesia           | Freguesia | Freguesia       | ehemalige Freguesias | ehemalige Freguesias | ehemalige Freguesias | ehemalige Freguesias |
| --------- | ------------------- | --------- | --------------- | -------------------- | -------------------- | -------------------- | -------------------- |
| Wappen    | Freguesia           | Einwohner | Fläche in (km²) | Wappen               | Freguesia            | Einwohner            | Fläche in (km²)      |
|           | Caparica e Trafaria | 26.345    | 16,75           |                      | Caparica             | 20.477               | 11,01                |
|           | Caparica e Trafaria | 26.345    | 16,75           | Trafaria             | 5.724                | 5,73                 |                      |